# Andrés Segovia
Andrés Segovia Torres I Marqués de Salobreña (21. února 1893 v Linares, Jaén, Španělsko – 2. června 1987) byl španělský klasický kytarista a hudební pedagog.

### Biografické informace
(anglicky)
- Segovia's life before he left Spain for the first time (1920) info by Angelo Gilardino (3 June 2007, rec.music.classical.guitar)
- Andrés Segovia - Twenty years after his passing (1987-2007) Archivováno 13. 3. 2012 na Wayback Machine. includes various articles (TAR)
- In Memory of Andres Segovia by Vasilios Avraam (www.guitarramagazine.com)
- Andrés Segovia. Síntesis biográfica. Honores y distinciones. by Alberto López Poveda (Real Academia de Bellas Artes de San Fernando, Boletín de la Real Academia de Bellas Artes de San Fernando. Segundo semestre de 1986. Número 63.) Biblioteca Virtual Miguel de Cervantes - López Poveda, Alberto
- Andrés Segovia page also includes early U.S. performance reviews (www.cumpiano.com)
- Biography by Joseph Stevenson (Allmusic)

### Publikace
(anglicky)
- The Andrés Segovia Archive by Angelo Gilardino (13 May 2004, rec.music.classical.guitar) Published by Bèrben (scroll down) Archivováno 9. 10. 2008 na Wayback Machine.

### Časopisecké a novinové články a statě
(anglicky)
- Early U.S. performance reviews (www.cumpiano.com)
- Articles from NY Times (1951-1980) (none of these are free; they must be purchased)
- Articles from NY Times (since 1981)

### Nahrávky
- Some photos of LP covers (Oviatt Library Digital Collections)

### Videa
- Google Video Video of Segovia from 1976, almost 17 mins. Both him playing and narrating about himself
- Google Video Video of Segovia playing Fernando Sor's "Variations on a theme by Mozart"
- Segovia Video Clip Archivováno 18. 3. 2009 na Wayback Machine.

### Další
(anglicky)
- The Segovia Museum Fundación Andrés Segovia Visita a la Fundación Andrés Segovia - Linares (España)
- The Metropolitan Museum of Art Pictures of Segovia's first concert guitar
- Andrés Segovia na Last.fm
- Heraldica.org – Armory of Famous Musicians: Andres Segovia, el marqués de Salobreña